# Constitución de Pouso Alegre

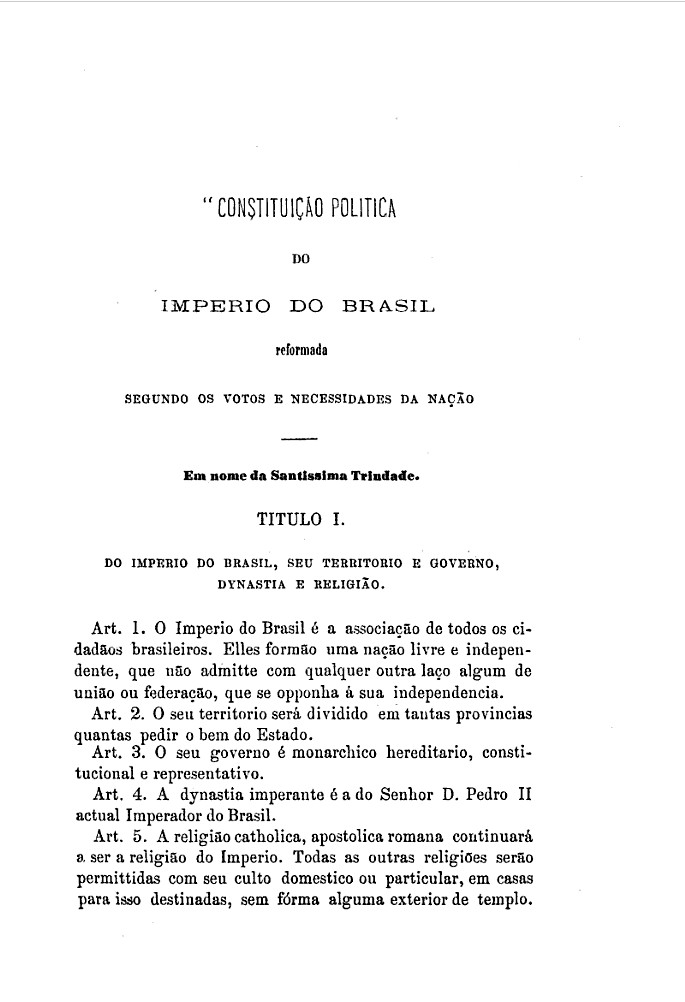
Primera página de la Constitución de Pouso Alegre.

La Constitución de Pouso Alegre es como fue conocida la versión de la Constitución del Imperio del Brasil, editada en Pouso Alegre, Minas Gerais, por el padre José Bento Leite Ferreira de Melo, aliado del Padre Feijó, durante el periodo de regencia brasileño, como parte del llamado "Golpe del 30 de Julio" de 1832.
Esta versión buscaba incorporar los cambios que estaban en discusión en la Asamblea General. Fue impresa en la imprenta del Padre Padre José Bento, en Pouso Alegre (de donde tomó el hombre por el cual pasó a la historia) y donde éste editaba el periódico O Pregoeiro Constitucional - órgano liberal de oposición a Pedro I.
El texto fue reproducido en la obra Escriptos historicos e litterarios, en 1868, del Barón Homem de Melo.